# Aleksandr Agin

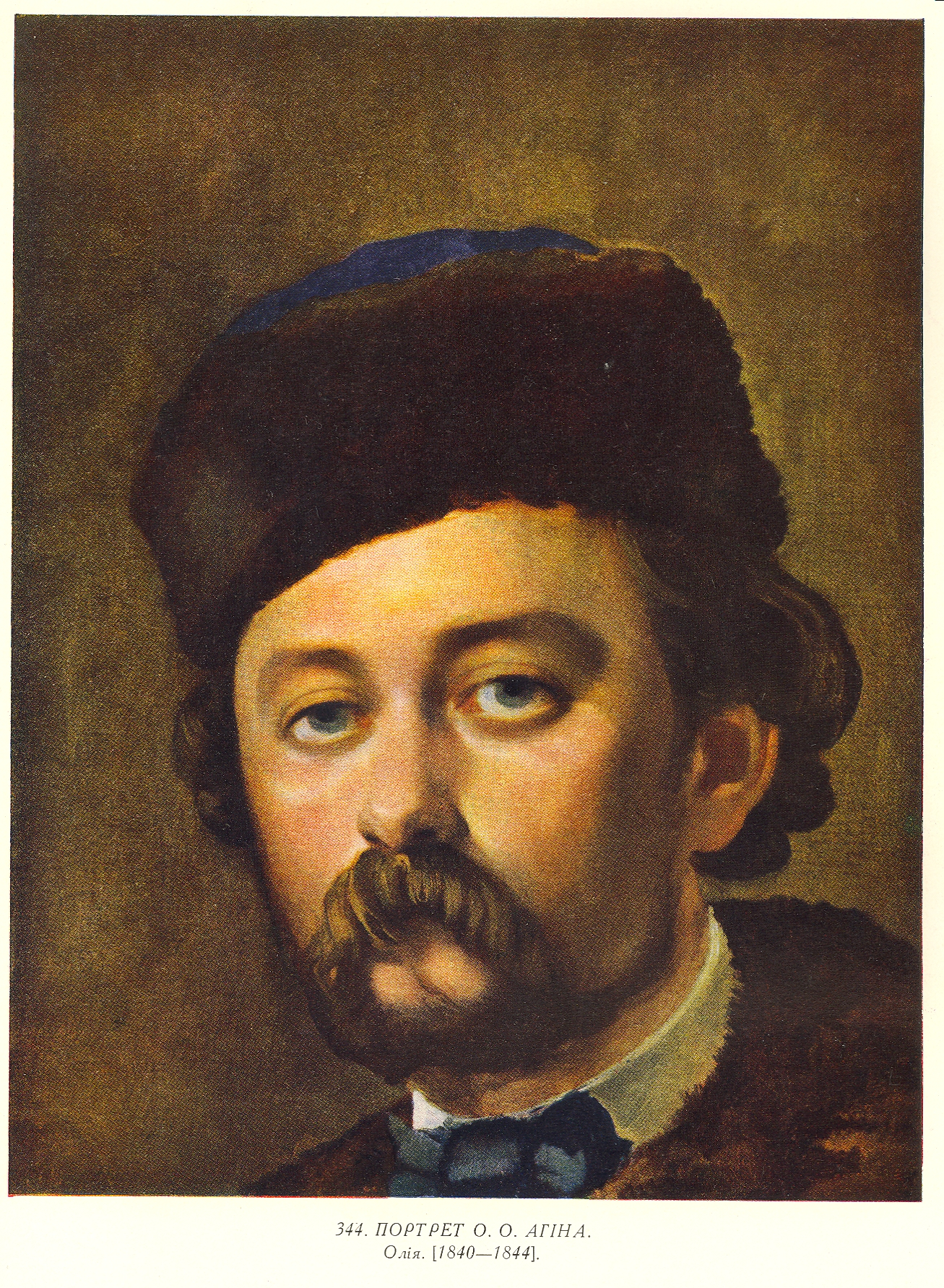
Portret pędzla Tarasa Szewczenki

Aleksandr Aleksiejewicz Agin właśc. Jełagin (po ojcu dworzaninie, jako nieślubne dziecko otrzymał część nazwiska); (ros. Александр Алексеевич Агин, ur. 1817, zm. 1875) – rosyjski rysownik - ilustrator.
Studiował w petersburskiej Akademii Sztuk Pięknych (1834-1839). Ilustrował dzieła Iwana Panajewa, Iwana Turgieniewa i innych. Główne prace - 104 ilustracje do "Martwych dusz" Nikołaja Gogola (1846-1847 grawerowane w drewnie przez Jewstatija Bernardskiego; 72 ilustracje opublikowane w 1847 roku, wszystkie - w 1892).